# Mürzzuschlag (district)
Het Bezirk Mürzzuschlag was een district in de Oostenrijkse deelstaat Stiermarken. Het district had ongeveer 43.000 inwoners toen het op 1 januari 2013 werd samengevoegd met Bezirk Bruck an der Mur tot Bruck-Mürzzuschlag.

## Gemeenten
- Allerheiligen im Mürztal
- Altenberg an der Rax
- Ganz
- Kapellen
- Kindberg
- Krieglach
- Langenwang
- Mitterdorf im Mürztal
- Mürzhofen
- Mürzsteg
- Mürzzuschlag
- Neuberg an der Mürz
- Spital am Semmering
- Stanz im Mürztal
- Veitsch
- Wartberg im Mürztal

Bruck-Mürzzuschlag · Deutschlandsberg · Graz · Graz-Umgebung · Hartberg-Fürstenfeld · Leibnitz · Leoben · Liezen · Murau · Murtal · Südoststeiermark · Voitsberg · Weiz

Voormalige districten: Bruck an der Mur · Feldbach · Fürstenfeld · Hartberg · Judenburg · Knittelfeld · Mürzzuschlag · Radkersburg